# Океанографический институт
Океанографический институт (Institut océanographique, Fondation Albert Ier, Prince de Monaco) — организация по образованию в области океана, базирующаяся в Монако. Институт управляет двумя музеями океана (в Монако и Париже) и лоббирует по всему миру сохранение экологии океанов.

## История
Океанографический институт был основан в 1906 году князем Монако Альбертом I (Международная гидрографическая организация была создана в Монако в 1921 году).
В 1957 году директором Океанографического института был назначен Жак Кусто. В 1961 году Океанографический институт достиг соглашения с Международным агентством по атомной энергии о перемещении Международной лаборатории морской радиоактивности в Монако.
В 1998 году Океанографический институт организовал второй Международный конгресс аквариумистов (первый состоялся в 1958 году). В ходе этого мероприятия был создан Европейский союз кураторов аквариумов.
Институт реализовал «Голубую инициативу Монако», — глобальную инициативу, направленную на глубоководное биоразнообразие и крупные морские виды, поддерживаемую ЮНЕСКО. В 2016 году большой архив Института, был обнаружен в кампусе Шельхера Университета Французской Вест-Индии (Мартиника). В 2019 году Океанографический институт инвестировал 5 миллионов евро в открытие центра по уходу за морскими видами, особенно больными или травмированными черепахами.

## Расположение
- Океанографический музей Монако
- Парижский океанографический институт